# Кржижевская, Мария Антоновна
Мария Антоновна Кржижевская (Кржижевская-Хантинская, Кржижевская-Хантийская) (1854—1892) — акушерка, фельдшер Тымовского лазарета, заведующая Рыковской метеостанцией на Сахалине.

## Биография
Мария Кржижевская окончила училище при Санкт-Петербургской Калининской больнице и получила звание повивальной бабки.
После неудачного замужества отказалась от своей части наследственного имения и осенью 1885 года уехала на Сахалин в Рыковское селение. Работала в аптеке и в лазарете в качестве фельдшера.
Состояла в «Императорском Православном Палестинском Обществе».
Помогала основанию Рыковской метеостанции и со дня её основания заведовала ею вплоть до своей смерти (1886—1892 гг.). Принимала активное участие в обустройстве местного храма. Организовала своеобразный «ботанический сад» из цветов и растений Сахалинской области. Очень много помогала местным поселенцам и каторжным. За занятия тайной благотворительностью её называли «сахалинская ходатаица».
Казалось бы, Мария Антоновна очень занята приготовлением и отпусканием лекарств. Она быстро расхаживает от одного шкафа к другому <...>, быстро пишет красивым и твёрдым почерком сигнатурки, но уши её настороже среди баб. <...> Но не для праздного любопытства она внимательно прислушивается к их говору. Сегодня или завтра "сахалинская ходатаица" <...> будет просить начальника округа, чтобы он от Катерины принял в казну на мясо пораненную корову, а Марье дал бы рабочего в помощь её мужу и т.п. Всё это делается секретно, так что бедные Катерины и Марьи и не знают, отчего вдруг так добр оказался к ним начальник.И. П. Ювачёв, "Восемь лет на Сахалине"
Во время работы на Сахалине Мария Антоновна познакомилась с отбывавшим каторгу бывшим народовольцем Иваном Ювачёвым. У них завязался роман и дело шло к свадьбе. Но в июне 1892 года Мария Антоновна скончалась от чахотки. Уход Кржижевской Ювачёв пережил как глубочайшую жизненную трагедию. Память о любимой женщине он пронёс через всю жизнь, постоянно заказывал службы в церкви, посвятил ей главу в книге «Восемь лет на Сахалине» и книгу «Святая Женщина», а также оставил после себя эпистолярный дневник, посвящённый Марии Кржижевской.
Похоронена на кладбище села Кировское (ранее Рыковское), где сохранилась могила Марии Антоновны.
Воспоминания о ней есть у А. П. Чехова и И. П. Миролюбова (Ювачёва).